# پادشاه چوگو
پادشاه چوگو (کره‌ای: 초고왕)، (سلطنت: ۱۶۶~۲۱۴ میلادی)؛ پنجمین پادشاه بکجه، یکی پادشاهی از میان سه پادشاهی کره و پسر چهارمین پادشاه بکجه، پادشاه گه‌رو بود.

## پیش‌زمینه
طبق مجموعه تاریخی سامگوک ساگی، او پسر پادشاه پیشین، پادشاه گه‌رو بود. او پس از مرگ پادشاه گه‌رو درسال ۱۶۶ میلادی که سی و نهمین سال سلطنت پادشاه گه‌رو بود به پادشاهی رسید.
روابط میان بکجه و دیگر پادشاهی کره‌ای، شیلا پس از اینکه پادشاه گه‌رو درسال ۱۶۵ میلادی به «گیلسون» خائن از شیلا پناه برد، کمی قبل از اینکه چوگو تاج و تخت را بدست بگیر، خصمانه شده بود.

## سلطنت
چوگو درسال ۱۶۷ میلادی حمله به شیلا را آغاز کرد و دو دژ را تصرف کرد، اما شیلایی‌ها او و ارتشش را بیرون کردند.
چوگو جنگ دیگری (۱۸۸–۱۹۰) علیه شیلا انجام داد و چندین دز (دژ های موسان، گویانگ، وونسان هیانگ و یوگو) را تصرف کرد. درسال ۲۰۴ میلادی یوچا را نابود کرد. او همچنین دژ‌های جدیدی از جمله قلعه جوکهیون و سادو را در قلمرو تصرف‌شده ساخت و مردم را درسال ۲۱۰ میلادی در آنجا اسکان داد و همچنین نبردهایی در اطراف کوه‌های سوبک رخ داد.
درسال ۲۱۴ میلادی، او علیه مالگال جنگید. او ۱٫۰۰۰ سرباز را رهبری کرد تا دژ سوکمون مالگال را تصرف کنند، اما مالگال در منطقه سولچون بکجه ضدحمله کرد. در ژوئیه ۲۱۴ میلادی شیلا نیز به بکجه حمله کرد و دژ ساهیون را تصرف کرد.
سامگوک ساگی:
۱۶۷ میلادی، پاییز، ماه هفتم. سربازان مخفیانه به دو دز در ناحیه غربی سیلا حمله کردند. او ۱٫۰۰۰ مرد و زن را اسیر کرد و سپس بازگشت. ماه هشتم، پادشاه شیلا ایلگیلکان هیونگسون را در راس ۲۰٫۰۰۰ سرباز اعزام کرد و به چندین دژ در شرق بکجه حمله کرد. پادشاه شیلا همچنین شخصاً ۸٫۰۰۰ سواره نظام با روحیه را رهبری کرد و هیونگسون را همراهی کرد. هنگامی که پادشاه بکجه تشخیص داد که دفع حمله شیلا غیرممکن است تا رود هان پیش رفتند و آنچه را که قبلاً غارت شده بود پس داد.
۱۷۰ میلادی، بهار، ماه سوم. در آخرین روز ماه، خورشیدگرفتگی رخ داد. زمستان، ماه دهم. نیروهایی برای حمله به مرز شیلا اعزام شدند.
۱۸۶ میلادی، زمستان، ماه دهم. هیچ ابری نبود اما رعد و برق بود. یک دنباله دار در شمال غربی دیده شد. بعد از ۲۰ روز ناپدید شد.
۱۸۷ میلادی، بهار، ماه پنجم. چاه های پایتخت و رودخانه هان همگی خشک شده بودند.
۱۸۸ میلادی، بهار، ماه دوم. تعمیرات گسترده ای در کاخ انجام شد. نیروها برای حمله به دژ موسان (کره‌ای: 모산성; هانجا: 母山城)؛ در شیلا اعزام شدند.
۱۸۹ میلادی، بهار، ماه چهارم. در روز اول ماه خورشید گرفتگی رخ داد. پاییز، ماه هفتم. سربازان بکجه با شیلا در گویانگ جنگیدند. آنها شکست خوردند و بیش از ۵۰۰ نفر کشته شدند.
۱۹۰ میلادی، بهار، ماه هشتم. سربازان برای حمله به منطقه ونسان در غرب شیلا اعزام شدند. پیشروی کردند و دژژ بوگوک را محاصره کردند. ژنرال گودو از شیلا سپس ۵۰۰ سرباز سوار را برای عقب راندن آنها رهبری کرد، بنابراین نیروهای بکجه تظاهر به عقب نشینی کردند. گودو آنها را تا دژ واسان (کره‌ای: 와산성; هانجا: 蛙山城)؛ تعقیب کرد، جایی که سربازان برگشتند و نبرد کردند و پیروزی بزرگی به دست آوردند.
۱۹۱ میلادی، پاییز، ماه نهم. چیوگی (نوعی دنباله دار) در صورت فلکی شاخ و گولت دیده شد.
۱۹۹ میلادی، پاییز، ماه هفتم. زمین‌لرزه رخ داد و نیروها برای حمله به مرز شیلا اعزام شدند.
۲۰۴ میلادی، پاییز، ماه هفتم. نیروهایی برای حمله به دژ یوچا در شیلا اعزام شدند و آن را غارت کردند. آنها ارباب دژ، «سولبو» را کشتند. نه‌هه پادشاه شیلا، خشمگین شد و به ایبولکان ریوم دستور داد تا ژنرال شود و شش اسکادران از نیروهای با روحیه را هدایت کند تا بیایند و به دژ ساهیون در بکجه حمله کنند. زمستان، ماه دهم. یک دنباله دار در چاه شرقی دیده شد.
۲۰۵ میلادی، پاییز، ماه هفتم. زهره با ماه تقاطع یافت.
۲۰۸ میلادی، پاییز. به دلیل ملخ و خشکسالی، محصولات به بلوغ نرسیدند. دزدی های زیادی رخ داد، اما شاه آنها را دلداری داد.
۲۰۹ میلادی، زمستان، ماه دهم. طوفانی بود که درختان را ریشه‌کن کرد.
۲۱۰ میلادی، بهار، ماه دوم. دو دژ جوکهیون و سادو ساخته شد و ساکنان شرق به آنجا منتقل شدند. زمستان، ماه دهم. مالگال آمد و به دژ سادو حمله کرد اما نتوانست آن را تصرف کند. آنها دروازه دژ را آتش زدند و سپس فرار کردند.
۲۱۱ میلادی، پاییز، ماه هشتم. در جنوب کشور ملخ به محصولات زراعی آسیب رساند و مردم از گرسنگی مردند.
۲۱۲ میلادی، تابستان، ماه ششم. در آخرین روز ماه، خورشید گرفتگی رخ داد.
۲۱۳ میلادی، پاییز، ماه هفتم. در ناحیه غربی مردی به نام هوهو یک گوزن سفید را گرفت و به پادشاه تقدیم کرد. پادشاه آن را به فال نیک گرفت و ۱۰۰ سنگ غلات به او داد.
۲۱۴ میلادی، پاییز، ماه نهم. پادشاه به جینگوا از ناحیه شمالی دستور داد که ۱٫۰۰۰ سرباز را برای حمله و تصرف دژ سوکمون مالگال رهبری کند. در زمستان سواره نظام قدرتمند مالگال آمد و حمله کرد و تا رود سول رسید. در اواخر سال پادشاه درگذشت.

## میراث
گفته می شود هشتمین پادشاه بکجه، پادشاه گوی برادر کوچکتر پادشاه چوگو است. سیزدهمین پادشاه گون‌چوگو نیز ظاهراً نام «چوگو» را برای تأکید بر نسب خود پس از یک رقابت طولانی بین دو جناح سلطنتی انتخاب کرد.

## خانواده
- پدر: پادشاه گه‌رو
- مادر: ناشناس
  - برادر:  پادشاه گوی هشتمین پادشاه بکجه - پیش از اینکه پادشاه شود او به نام بویو گوی شناخته می‌شد.
  - برادر: بویو اوسو - تنها سابقه او در سامگوک ساگی است که درسال ۲۶۰ میلادی او به عنوان وزیر کشور (نسینجواپیونگ) منصوب شد.
  - ملکه (ها): ناشناخته
    - پسر: پادشاه گوسو ششمین پادشاه بکجه - پیش از اینکه پادشاه شود او را با نام بویو گوسو شناخته می‌شد.